# Bedano
Bedano é uma comuna da Suíça, no Cantão Tessino, com cerca de 1.200 habitantes. Estende-se por uma área de 1,91 km², de densidade populacional de 628 hab/km². Confina com as seguintes comunas: Alto Malcantone, Gravesano, Lamone, Torricella-Taverne.
A língua oficial nesta comuna é o Italiano.